# Lorca (album)
| Recensione     | Giudizio |
| -------------- | -------- |
| Piero Scaruffi |          |

Lorca è il quinto album discografico del cantante rock statunitense Tim Buckley, pubblicato nel maggio del 1970 dalla Elektra Records.
Il titolo è una dedica al poeta spagnolo Federico García Lorca. Generalmente considerato un album di passaggio fra due periodi creativi, è, insieme al successivo Starsailor, il lavoro più sperimentale di Buckley. Il disco è composto di lunghi brani, in cui la potente voce di Buckley risalta su un accompagnamento minimalista, suonato con pochissimi strumenti.

## Tracce
Lato A
1. Lorca – 9:53
2. Anonymous Proposition – 7:43

Durata totale: 17:36
Lato B
1. I Had a Talk with My Woman – 5:55
2. Driftin' – 8:10
3. Nobody Walkin' – 7:30

Durata totale: 21:35

## Musicisti
- Tim Buckley - voce (non accreditato), chitarra a dodici corde
- Lee Underwood - chitarra elettrica, pianoforte elettrico
- John Balkin - contrabbasso, basso fender, organo a canne
- Carter C.C. Collins - congas
- Dick Kunc - tecnico del suono, produttore
- Herb Cohen - produttore esecutivo